# Трентон (Південна Кароліна)
Трентон (англ. Trenton) — місто (англ. town) в США, в окрузі Еджфілд штату Південна Кароліна. Населення — 200 осіб (2020).

## Географія
Трентон розташований за координатами 33°44′26″ пн. ш. 81°50′27″ зх. д. / 33.74056° пн. ш. 81.84083° зх. д. (33.740557, -81.840937).  За даними Бюро перепису населення США в 2010 році місто мало площу 3,30 км², з яких 3,27 км² — суходіл та 0,04 км² — водойми.

## Демографія
Згідно з переписом 2010 року, у місті мешкало 196 осіб у 98 домогосподарствах у складі 62 родин. Густота населення становила 59 осіб/км².  Було 106 помешкань (32/км²).
Расовий склад населення:
| - 65,8 % — білих - 31,6 % — чорних або афроамериканців - 2,6 % — осіб інших рас |

До двох чи більше рас належало 0,0 %. Частка іспаномовних становила 4,1 % від усіх жителів.
За віковим діапазоном населення розподілялося таким чином: 16,8 % — особи молодші 18 років, 63,3 % — особи у віці 18—64 років, 19,9 % — особи у віці 65 років та старші. Медіана віку мешканця становила 51,8 року. На 100 осіб жіночої статі у місті припадало 98,0 чоловіків;  на 100 жінок у віці від 18 років та старших — 83,1 чоловіків також старших 18 років.
Середній дохід на одне домашнє господарство  становив 59 384 долари США (медіана — 40 000), а середній дохід на одну сім'ю — 70 380 доларів (медіана — 51 528). За межею бідності перебувало 22,2 % осіб, у тому числі 52,7 % дітей у віці до 18 років та 10,0 % осіб у віці 65 років та старших.
Цивільне працевлаштоване населення становило 122 особи. Основні галузі зайнятості: освіта, охорона здоров'я та соціальна допомога — 32,0 %, виробництво — 18,0 %, мистецтво, розваги та відпочинок — 9,8 %, будівництво — 8,2 %.